# Сібрук (Нью-Гемпшир)
Сібрук (англ. Seabrook) — місто (англ. town) в США, в окрузі Рокінґгем штату Нью-Гемпшир. Населення — 8401 особа (2020).

## Демографія
Згідно з переписом 2010 року, у місті мешкали 8693 особи в 3706 домогосподарствах у складі 2276 родин. Було 4544 помешкання
Расовий склад населення:
| - 96,3 % — білих - 1,1 % — азіатів - 0,5 % — чорних або афроамериканців - 0,1 % — корінних американців |

До двох чи більше рас належало 1,4 %. Частка іспаномовних становила 1,4 % від усіх жителів.
За віковим діапазоном населення розподілялося таким чином: 18,7 % — особи молодші 18 років, 63,8 % — особи у віці 18—64 років, 17,5 % — особи у віці 65 років та старші. Медіана віку мешканця становила 44,6 року. На 100 осіб жіночої статі у місті припадало 99,0 чоловіків;  на 100 жінок у віці від 18 років та старших — 98,4 чоловіків також старших 18 років.
Середній дохід на одне домашнє господарство  становив 72 594 долари США (медіана — 61 406), а середній дохід на одну сім'ю — 85 202 долари (медіана — 75 103). Медіана доходів становила 55 531 долар для чоловіків та 41 333 долари для жінок. За межею бідності перебувало 5,8 % осіб, у тому числі 5,3 % дітей у віці до 18 років та 5,1 % осіб у віці 65 років та старших.
Цивільне працевлаштоване населення становило 4547 осіб. Основні галузі зайнятості: освіта, охорона здоров'я та соціальна допомога — 21,9 %, роздрібна торгівля — 20,5 %, виробництво — 17,8 %.